# 7720 Lepaute
A 7720 Lepaute (ideiglenes jelöléssel 4559 P-L) egy kisbolygó a Naprendszerben. Cornelis Johannes van Houten,  Ingrid van Houten-Groeneveld és Tom Gehrels fedezte fel 1960. szeptember 26-án.